# Ballade des äußeren Lebens
Die Ballade des äußeren Lebens ist ein Gedicht des österreichischen Dichters Hugo von Hofmannsthal. Es entstand in seiner ersten Arbeitsperiode wahrscheinlich im Jahre 1894. Es erschien aber erst 1896 in den Blättern für die Kunst. Der ursprüngliche Titel des Gedichtes „Terzinen von der Dauer des äußeren Lebens“ wurde später vom noch jungen Autor geändert.

## Text
Und Kinder wachsen auf mit tiefen Augen,

die von nichts wissen, wachsen auf und sterben,

und alle Menschen gehen ihre Wege.

Und süße Früchte werden aus den herben

und fallen nachts wie tote Vögel nieder

und liegen wenig Tage und verderben.

Und immer weht der Wind, und immer wieder

vernehmen wir und reden viele Worte

und spüren Lust und Müdigkeit der Glieder.

Und Straßen laufen durch das Gras, und Orte

sind da und dort, voll Fackeln, Bäumen, Teichen,

und drohende, und totenhaft verdorrte...

Wozu sind diese aufgebaut? Und gleichen

einander nie? Und sind unzählig viele?

Was wechselt Lachen, Weinen und Erbleichen?

Was frommt das alles uns und diese Spiele,

die wir doch groß und ewig einsam sind 

und wandernd nimmer suchen irgend Ziele?

Was frommt's, dergleichen viel gesehen haben?

Und dennoch sagt der viel, der „Abend“ sagt,

ein Wort, daraus Tiefsinn und Trauer rinnt

wie schwerer Honig aus den hohlen Waben.

## Hintergrund
Hugo von Hofmannsthal war geprägt von der Wiener Moderne und dem Fin-de-siècle, welches in ganz Europa tiefe soziale Wandlungen mit sich brachte. Viele Künstler und die Gesellschaft im Allgemeinen waren von einer durch die Moderne beschleunigte Zeitwahrnehmung in einer Identitätskrise zwischen Zukunftsangst und Fortschrittsglaube gefangen. Am Vorabend des Ersten Weltkrieges waren auch apokalyptische Vorstellungen nicht selten. Dieser historische und soziale Kontext spiegelt sich auch in Hofmannsthals früher Arbeitsperiode wider. Aber auch der persönliche Hintergrund spielte eine Rolle.
Der damals 22-jährige Autor befand sich nach seinem Armeedienst in einer persönlichen Krise, in welcher ihn die Frage nach dem Sinn des Seins und des Lebens stark beschäftigte.

## Form
Strukturell ist das Gedicht in sieben Strophen zu je drei Versen (Zeilen) eingeteilt. Die siebte und letzte Strophe markiert den Schlussvers (4 Zeilen). Entgegen dem schließlich gewählten Titel des Autors handelt es sich formal nicht um eine Ballade, sondern um eine Terzine. (Die Kleinbuchstaben an den Zeilenenden sollen das für die Terzine typische Reimschema verdeutlichen.) Die Verse werden hauptsächlich als elfsilbige fünfhebige Jamben mit weiblichem Versausgang konsequent zu Ende geführt. Nur die Verse 17, 20 und 21 sind zehnsilbig und enden mit einer männlichen Kadenz. Sie könnten inhaltlich für das einzig Wahre, den Abend, die Einsamkeit und den Tiefsinn stehen. Hugo von Hofmannsthal wendet die terzinische Reimstruktur erst ab der zweiten Strophe mit dem Reim auf „sterben“ an und durchbricht sie in den letzten beiden Strophen auch wieder. Auch dies ist ein Merkmal der Terzine, welche nie zur Ruhe kommt und immer weitergeleitet. So hat man das Gefühl, dass die vielen „und“ zu Versbeginn eine beliebig fortzuführende und fortführende Reihe darstellen.

## Interpretation
Die Zweiteiligkeit von Wirklichkeit und Kunst bestimmt das Gedicht maßgebend. Die ersten vier Terzinen sind den oberflächlich wahrnehmbaren Phänomenen des äußeren Lebens gewidmet. Als Wendung des Gedichtes (nach der 4. Strophe) kann man jedoch feststellen, dass das aufzählende „und“ durch eine reflektierende Instanz, welche mit Frageadverbien unterstrichen wird, ersetzt wird. Die letzten drei Terzinen hinterfragen die aufgezeigten Phänomene tiefer, womit diese zu einer Angelegenheit des inneren Lebens werden. In diesen Fragen bewegt sich der Autor wiederum zwischen Fülle und Leere als mystische Polarität, wenn dessen auch nur Gegenstand des Lebens ist. Diese Polarität bewegt sich in einer ständig langweiligen Wiederholung zwischen Wachsen und Sterben, Reifen und Faulen, Lust und Müdigkeit. Stilistisch wird die Leere durch die Verse gekennzeichnet, welche mit dem repetitiven „und“ beginnen und welche durch die Eintönigkeit der rhythmischen Struktur unterstrichen wird. Die Verse ergeben für den Autor selbst irgendwie keinen Sinn, beziehungsweise sie sind in sich widersprüchlich. Positive Momente des Lebendigen werden sofort gebrochen durch den Hinweis auf die Determination. Auf die aufgeworfenen Fragen wird mit der letzten Frage (Vers 19) eine vermeintlich pessimistische Position eingenommen, welche Hofmannsthal später in einem Schreiben aber relativiert.
Der Sinn wird schließlich im Symbol des Abends doch noch gefunden. Der Abend wird nach dem vielfältig gebrochenen Tag wieder zur Einheit dieses nie-aufhörenden Prozesses. Die süße Bedeutung des Abends als Tiefsinn, Trauer und Unendlichkeit des Inneren übersteigt schließlich die äußere hohle Begrenztheit. Der Abend kann Erfüllung bringen, auch wenn dies spezifisch auf den „ewig einsamen“ Hugo von Hofmannsthal nicht zutrifft. Die Forschungsliteratur ist sich trotz unterschiedlichen Herangehensweisen mehrheitlich einig über diese Deutung, selbstverständlich ist diese jedoch nicht die einzig Richtige.

## Vertonungen
Alban Berg vertonte 1905 das Gedicht, die Komposition erschien im dritten Band seiner Jugendlieder. Die Blues-Rock-Band Engerling veröffentlichte 1997 auf ihrem Album Komm vor ein Stück, dessen Text das Gedicht bildet.